# Nube a muro
Una nube a muro (nella letteratura scientifica in inglese wall cloud, murus nella nomenclatura convenzionale dell'OMM) è una caratteristica accessoria riscontrabile in alcune supercelle. Da esse può talvolta formarsi un tornado mesociclonico. Si trova tipicamente sotto la RFB (zona senza precipitazioni) nell'area della corrente ascensionale dove il vapore acqueo condensa a una quota inferiore rispetto alle nubi circostanti.

## Formazione
La nube a muro nasce per il fatto che la corrente discendente all'interno del cumulonembo (downdraft), invece di abbattersi al suolo dietro al temporale come outflow, viene richiamata all'interno della nube temporalesca da un movimento rotatorio indotto dal mesociclone interno alla supercella. Parte di quest'aria fredda si infiltra nella corrente ascendente calda (updraft) e, avvolgendosi a spirale intorno ad essa, viene spinta nuovamente verso l'alto. Poiché il punto di rugiada di una massa di aria fredda si trova a una quota inferiore rispetto a quello di una massa di aria più calda, l'aria fredda infiltrata condenserà ad una quota altimetrica inferiore, formando così la nube a muro.

## Struttura
Una nube a muro può essere grande da 250 metri a quasi 8 chilometri. Nell'emisfero settentrionale si forma generalmente a sud o sud-ovest di una supercella. Un movimento rotatorio della nube a muro indica la presenza di un mesociclone.

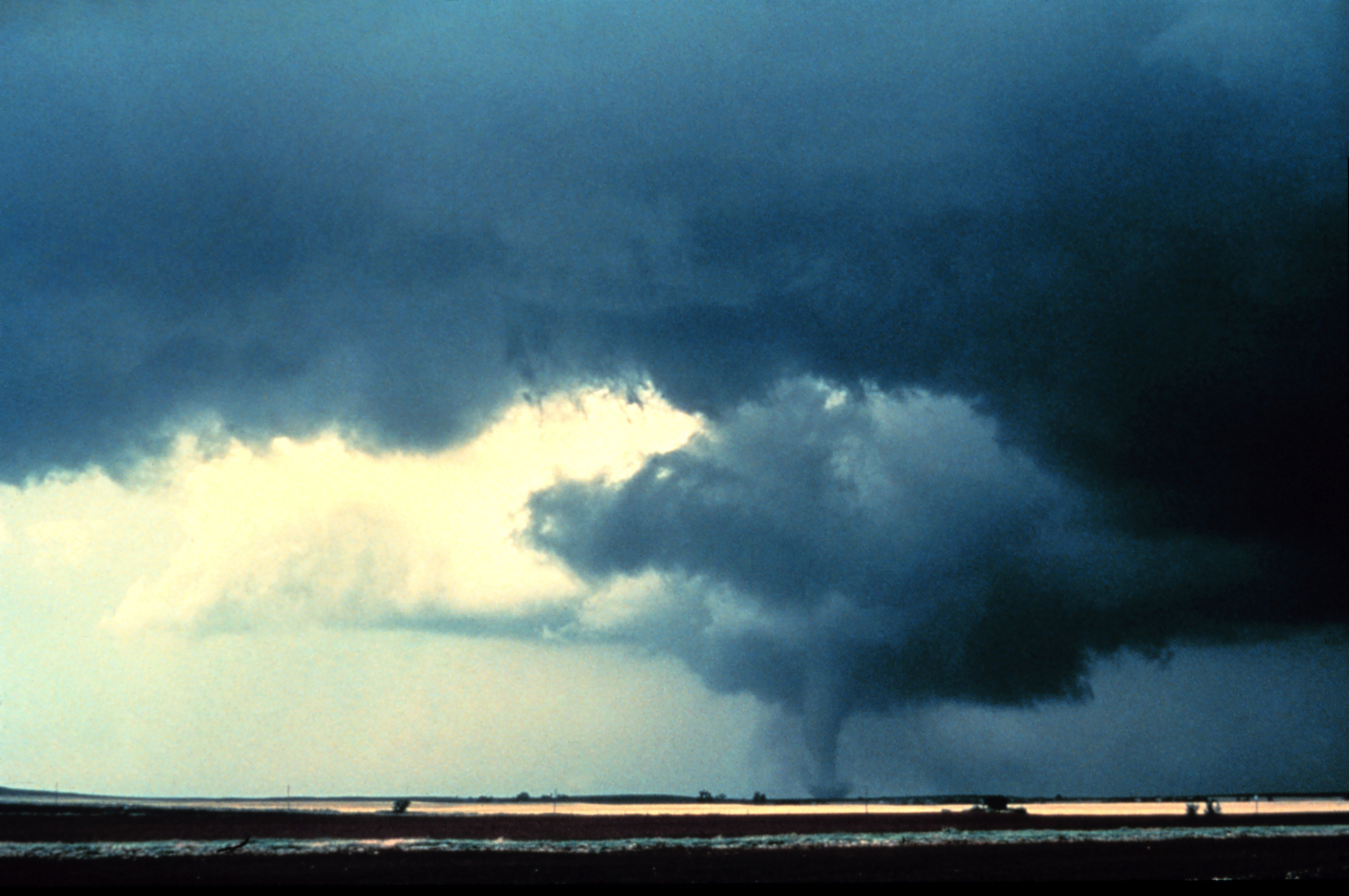
Nube a muro con tornado e clear slot sulla sinistra

### Caratteristiche associate
In ambienti umidi, è possibile notare una nube a coda (in inglese "tail cloud"), una banda nuvolosa che si estende verso l'area delle precipitazioni. Alcune nubi a muro possiedono anche una banda di nuvole frammentate che circondano la loro parte superiore (corrispondente alla base del cumulonembo).

### Nube a muro e a mensola

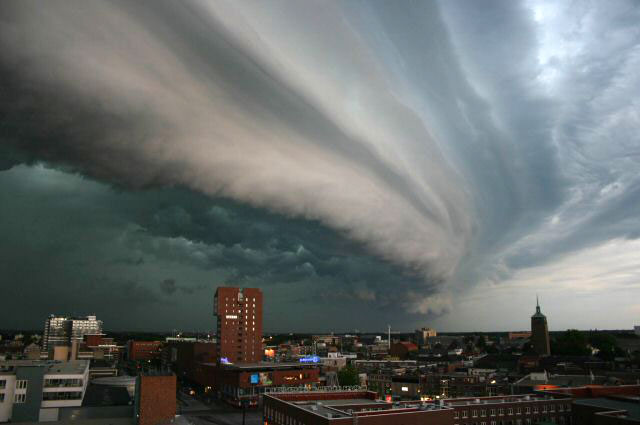
Una nube a mensola, totalmente differente dalla nube a muro

È possibile scambiare una nube a mensola (in inglese "shelf cloud") per una nube a muro che, soprattutto se osservata da molto vicino, appare come un grosso muro di nubi basse. Tuttavia la nube a mensola compare sempre sul bordo avanzante del temporale mentre la nube a muro è posta sul retro. Le nubi a muro tendono ad allungarsi verso la zona delle precipitazioni, mentre le nubi a mensola si sporgono verso l'esterno dell'area temporalesca.

## Supercelle e tornado
La nube a muro è stata identificata da Ted Fujita e associata a tempeste con formazione di tornado. Nel caso particolare di una supercella (raramente nei sistemi multicellulari) la nube a muro sarà spesso vista in rotazione.
La tornadogenesi è più probabile quando la nube a muro è persistente con rapida ascesa e rotazione. La nube a muro precede tipicamente una tornadogenesi da dieci a venti minuti, ma può essere anche un minuto o addirittura più di un'ora. Spesso, poco prima della tornadogenesi, la nube a muro scenderà repentinamente e si stringerà in un imbuto.
Anche se le nubi a muro rotanti sono quelle che creano i tornado più forti, solo in alcune di esse si assiste alla formazione di un tornado.